# Georges Mouton
Georges Mouton, Conde de Lobau (2 de fevereiro de 1770 - 27 de novembro em 1838) foi um militar francês e figura política que subiu para o posto de Marechal de França.

## Biografia
Alistou-se no exército revolucionário francês em 1792. Servindo nas primeiras campanhas das guerras revolucionárias francesas, em 1800, ele foi promovido ao posto de coronel. Promovido a general de brigada em 1805, no estabelecimento efetivo do Império Francês, e major-general em 1807, Lobau distinguiu-se nas batalhas de Jena e Aspern-Essling. Em 1810 foi criado conde de Lobau, em reconhecimento do seu papel na batalha de Aspern.
Durante a campanha da Rússia, ele agiu como um ajudante-de-campo sênior ao Imperador Napoleão I da França. Ele serviu com distinção em seguida, caindo sobre a campanha de 1813, vendo ações nas Batalhas de Lützen e Bautzen.
Depois de Dominique-Joseph René Vandamme foi feito prisioneiro caindo sobre a batalha de Kulm, Lobau comandou a retirada dos restos do corpo de exército. Serviu sob Laurent de Gouvion Saint-Cyr, quando após o eficaz recuo depois da batalha de Leipzig, estavam presos em Dresden e após a rendição das forças ele se tornou um prisioneiro do império austríaco para o resto da guerra.
Durante os Cem Dias, Napoleão reuniu com Lobau e o fez comandante do VI Corpo de Infantaria que ele liderou nas batalhas de Ligny e Waterloo. Em Waterloo distinguiu-se na defesa de Plancenoit contra os prussianos.
Após a Restauração francesa, Lobau foi forçado a exilar-se até que ele foi autorizado a voltar para a França em 1818. Ele foi eleito para a Câmara dos Deputados 1828-1830 como um liberal, e, em 1830, ele se juntou à Revolução de Julho tendo o controle da Guarda Nacional.
Como recompensa por seus serviços ao rei Luís Filipe foi feito marechal em 1831, o mesmo ano em que foi feito a um par da França. Em 1832 e 1834 foi designado para suprimir insurreições, uma tarefa em tudo que foi bem sucedida.

## Ligação externa
- «Biographie sur le site Histoire du Monde» (em francês)